# Hurt (chanson de Christina Aguilera)
Cet article concerne la chanson de Christina Aguilera. Pour la chanson de Nine Inch Nails, voir Hurt.
Pour les articles homonymes, voir Hurt.
Singles de Christina Aguilera
Ain't No Other Man
(2006) Tell Me
(2006)
Hurt est une chanson de Christina Aguilera composée par Linda Perry, Aguilera et Mark Ronson, tirée du 3e album studio Back to Basics (2006). La chanson est diffusée en avant première au MTV Vidéo Music Awards le 31 août 2006.

## Fond et écriture
Durant la collaboration de Linda Perry et de Christina Aguilera de l'opus "Back to basics", Chrisina a demandé à Linda de l'aider à écrire une chanson sur la perte d'un être cher puisqu'elle a estimé que c'était un sujet qu'elle devait aborder dans sa musique.
Linda a été très ouverte sur cette idée et a pensé qu'elle pourrait apporter ses émotions puisqu'elle a récemment perdu son père.
Linda Perry a écrit la plupart des paroles de "Hurt" avant de les présenter à Christina.
Cependant Christina a pensé qu'il valait mieux faire une chanson moins personnelle du fait qu'il y ait de nombreuses références à la perte subit par sa collaboratrice.
Elle a ainsi changé quelques paroles afin de mieux toucher n'importe quel auditeur qui a aussi perdu quelqu'un qu'il aimait.
Bien qu'on ne sache pas si la version originale de la chanson de Perry était enregistrée, celle qui est dans l'album est la version coécrite par Aguilera et Perry.

## Composition
Hurt est une ballade, son instrumentation vient de la basse, violoncelle, contrebasse, tambours,  guitare, piano, l'alto et le violon. Les instruments utilisés dans la mélodie ont été arrangés par Eric Gorfain.

## Sortie
Au départ, Christina ne souhaitait pas que "Hurt" soit le second single de "Back to Basics", D'après elle, la chanson Candyman était préparée à être le single suivant après Ain't No Other Man et cela a été confirmé à maintes reprises par Christina Aguilera dans ses interviews.
Mais avec la saison des vacances qui approchait, RCA a senti qu'il valait mieux sortir "Hurt" en espérant que cette ballade soit la plus belle ballade des vacances comme l'avait été "Beautiful" fin 2002.
Il y a eu un débat qui trouvait des ressemblances au niveau musical et thématique entre "Candyman" et le premier single "Ain't No Other Man".
Enfin "Hurt" apparaît dans les radios américaines le 18 septembre 2006. La chanson se hisse à la 19e place au Billboard Hot 100 au bout de sa 10e semaine. Pour promouvoir son deuxième single, Christina Aguilera l'a interprété sur le plateau de l'émission télévisée spéciale "Christmas at Rockefeller Center", le 29 novembre 2006 sur NBC.
Hurt se classe 3e en France, avec plus de 100 000 exemplaires vendus.

## Clip vidéo
La vidéo est produite par Christina Aguilera et Floria Sigismondi, elle illustre le spectacle et le cirque. L'introduction du clip est en noir et blanc, accompagnée des chansons: Enter the circus/Welcome. Au début du clip, elle est assise sous un chapiteau et commence à chanter, elle repense à des images de son enfance et la relation qu'elle avait avec son père. Dans un autre passage, son père la regarde dans les gradins pendant que la chanteuse donne un spectacle où elle descend d'une corde et s'assoit sur le dos d'un éléphant. Dans la scène suivante, elle est suivie par des paparazzis et des fans qui lui demande des autographes. À la fin du clip, elle reçoit un télégramme lui annonçant la mort de son père et pleure en réalisant qu'il est trop tard pour le remercier.

## Live performance vocale
- 31 août 2006: MTV Vidéo Music Awards
- 29 novembre 2006: Rockefeller Center
- 9 décembre 2006: Wetten Dass ...
- début 2007: Muz TV Awards
- 2006-2007: Back to Basics Tour

## Liste des pistes
- CD single international

1. Hurt – 4:03
2. Ain't No Other Man (Shapeshifters Mixshow Mix) – 5:24

## Récompenses et nominations
| Années | Cérémonies             | Récompenses                 | Résultats |
| ------ | ---------------------- | --------------------------- | --------- |
| 2006   | Teen.com Award         | Best Sad Song Female Artist | Gagné     |
| 2007   | MuchMusic Video Awards | Video of the Year           | Nommée    |
| 2007   | MVPA Video Award       | Video of the Year           | Gagné     |
| 2008   | ASCAP Awards           | Most Performed Songs        | Gagné     |
| 2008   | BMI Pop Music Awards   | Songwriting Award           | Gagné     |

## Classement et certifications
| Classement (2006-2007)                  | Meilleure position |
| --------------------------------------- | ------------------ |
| Allemagne (Media Control AG)            | 2                  |
| Australie (ARIA)                        | 9                  |
| Autriche (Ö3 Austria Top 40)            | 2                  |
| Belgique (Flandre Ultratop 50 Singles)  | 3                  |
| Belgique (Wallonie Ultratop 50 Singles) | 5                  |
| Canada (Hot 100)                        | 28                 |
| Danemark (Tracklisten)                  | 14                 |
| États-Unis (Hot 100)                    | 19                 |
| États-Unis (Pop Airplay)                | 10                 |
| États-Unis (Dance Club Songs)           | 1                  |
| Europe (Hot 100)                        | 1                  |
| Finlande (Suomen virallinen lista)      | 15                 |
| Finlande (Download Chart)               | 2                  |
| France (SNEP)                           | 3                  |
| Hongrie (Rádiós Top 40)                 | 5                  |
| Irlande (IRMA)                          | 6                  |
| Italie (FIMI)                           | 12                 |
| Norvège (VG-lista)                      | 11                 |
| Pays-Bas (Single Top 100)               | 2                  |
| Tchéquie (IFPI Rádio)                   | 17                 |
| Royaume-Uni (UK Singles Chart)          | 11                 |
| Slovaquie (IFPI Rádio)                  | 2                  |
| Suède (Sverigetopplistan)               | 2                  |
| Suisse (Schweizer Hitparade)            | 1                  |

| Pays       | Certification[réf. nécessaire] |
| ---------- | ------------------------------ |
| Allemagne  | Or                             |
| Australie  | Or                             |
| Autriche   | Or                             |
| Belgique   | Or                             |
| Canada     | Platine                        |
| États-Unis | Or                             |
| France     | Argent                         |
| Suisse     | Or                             |